# Omar Osama bin Laden
Omar Bin Osama Bin Muhammad bin 'Awad bin Laden (en árabe عمر بن أسامة بن محمد بن عوض بن لادن; Yeda, Arabia Saudita, 1 de marzo de 1981), más conocido como Omar Osama bin Laden, es uno de los once hijos del terrorista Osama bin Laden con su primera esposa, Najwa Ghanem. También es conocido como Omar Ossama bin Laden, Omar bin Laden, y Omar Awad bin Laden (y en ocasiones como Omar Usama bin Laden, Omar Ossama ben Laden u Omar Ossama bin Ladin). Se trata del cuarto hijo mayor entre los diecinueve hijos de Osama bin Laden. Algunos primeros informes inexactos describieron a Omar y a su hermano Abdallah Osama bin Laden como sobrinos o primos de Osama bin Laden.

## Infancia
Omar es nieto de Muhammed bin Awad bin Laden, el fundador de la que es considerada la familia más rica en Arabia Saudita, sin considerar a las que pertenecen a la realeza, e hijo de Osama bin Laden, cuyas actividades partidistas formaron parte de su infancia. Omar, sus hermanos y madre acompañaron a Osama durante su exilio en Sudán de 1991 a 1996 y posteriormente en Afganistán. Omar ha dicho que se entrenó en los campos de Al Qaeda desde los 14 años, pero que, después de entrenar durante seis años y compartir una casa con Aymán al-Zawahirí (el segundo al mando), abandonó la organización en el 2000 porque no quería ser asociado con la muerte de civiles ni con las acciones de su padre. Al parecer Omar ayudó a organizar la rama de la World Assembly of Muslim Youth en Falls Church, Virginia, Estados Unidos, durante los años 90 junto con su hermano Abdallah y Kamal Helwabi (o Kamal Helbawy), un miembro de la Muslim Brotherhood. Fuentes anónimas han relatado que la administración Bush dio a los investigadores del FBI la orden de dar "marcha atrás" en lo que se refiere a la investigación de la familia bin Laden, lo que obligó a poner fin a la investigación de la WAMY, sobre Abdallah y Omar en 1996, y la incursión de 2004 se basó en parte en una declaración jurada citando lazos con Hamás.
Las investigaciones de la asociación de Omar con la WAMY fueron expuestas por el FBI a partir del 19 de septiembre de 2001. Omar bin Laden y WAMY fueron representados por el abogado defensor Jones Day en una demanda presentada por la familia de John Patrick O'Neill, Sr., una víctima de los atentados del 11 de septiembre.

## Vida adulta

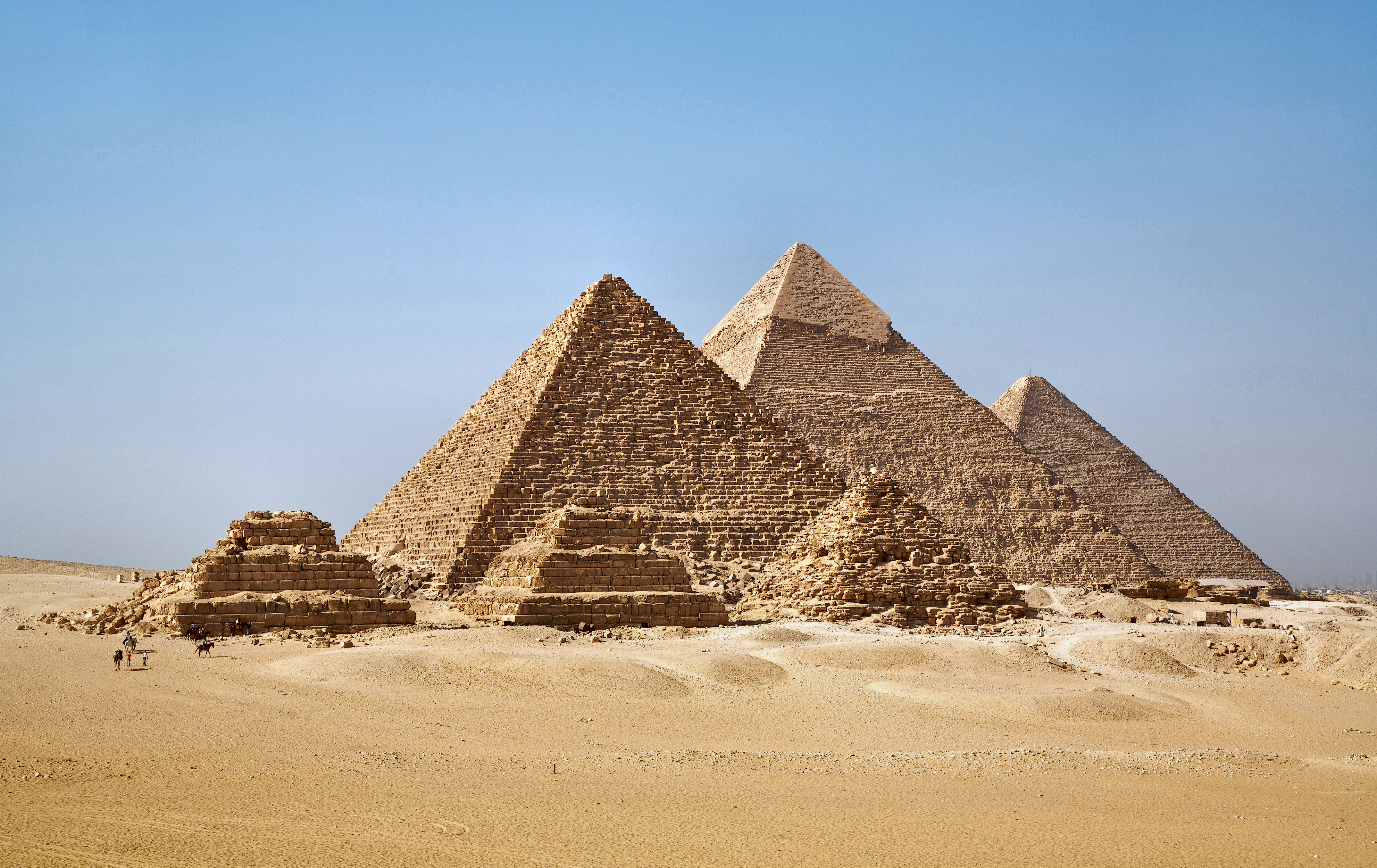
Las Pirámides de Guiza.

Omar estuvo en Arabia Saudita durante los atentados del 11 de septiembre. Según el Washington Post, 

"Un vuelo con destino a Arabia Saudita, despegó ocho días después de los ataques del 11 de septiembre, llevando consigo 13 familiares de bin Laden incluidos", en el iba Omar Awad bin Laden, el cual fue descrito como "un sobrino de Osama bin Laden que vive con Abdullah bin Laden, fundador de WAMY".

 Omar maneja su propia compañía como contratista y comerciante de chatarra en Jeddah, una gran ciudad e importante puerto de tránsito para Arabia Saudita. En Jeddah se encuentra también la sede del Grupo Saudi Binladin y se ha informado de que este grupo es "realmente" manejado por Bakr bin Laden.

### Matrimonio con Zaina Mohamed Al-Sabah
En julio de 2007 se casó con Zaina Mohamed Al-Sabah, cuyo verdadero nombre es Jane Felix-Browne, una concejala de la parroquia de Moulton, cerca de Northwich en Cheshire, Reino Unido, nacida en 1956. El matrimonio se llevó a cabo en abril de 2007, en ceremonias islámicas celebradas en Egipto y Arabia Saudita. Después de que la pareja pasara tres semanas en Jeddah, Zaina regresó a Gran Bretaña por varios meses. Ella se había casado cinco veces con anterioridad, comenzando con un hombre en Arabia Saudita a la edad de 16 años, el cual la presentó a varios miembros de la Familia bin Laden. Zaina dice que se reunió con Osama bin Laden en una fiesta en Londres en la década de 1970.
Zaina conoció a Omar bin Laden mientras estaba en tratamiento por esclerosis múltiple. Su mutuo amor por los caballos les juntó cuando se reunieron en un paseo por las pirámides de Guiza en Egipto. Ella era su segunda esposa y 24 años mayor que él, con varios hijos y cinco nietos. Era consciente cuando se casó con Omar, de que él tenía otra esposa y un hijo de dos años. En agosto se informó que la primera esposa de Omar, Rasha Bin Laden, una mujer saudita de entre 20 y 30 años, se encolerizó por la publicidad que rodeaba al segundo matrimonio y juró nunca regresar a Omar hasta que terminase el matrimonio con Zaina.
Tras su boda, Zaina describió los antecedentes de estrés de la familia de Omar: "Omar es temeroso de todos. Constantemente observa a la gente que cree podría estar siguiéndole. No por nada es cuidadoso con las cámaras. Él es hijo de Osama. Pero cuando estamos juntos él se olvida de su vida". La pareja anunció su divorcio en septiembre de 2007, que se rumoreó debido en parte por amenazas a su "vida y su libertad", sin especificar más. En su momento Zaina dijo que no se consideraba a sí misma como divorciada y que el divorcio bajo coacción no tiene capacidad jurídica con arreglo a la ley de la sharia. Después de dos semanas, Zaina y Omar decidieron no separarse y no dejar que les afectasen las amenazas de destruir su matrimonio. Así que continuaron juntos, acabando la filmación de un documental de la BBC, y con planes de vivir en Europa.  
Omar había solicitado un permiso británico que le permitiría residir indefinidamente en la lujosa casa de su esposa en Inglaterra, un proceso sobre el cual se dijo que no habría problema siempre que pudiera proporcionar la documentación original de su divorcio de su primera esposa. La pareja declaró su deseo de tener un hijo mediante vientre de alquiler. Un informe declaró que la solicitud de visado se le negó porque Omar no proporcionó la dirección permanente de su padre. Sin embargo, un informe posterior de The Times sobre la apelación declaró que la visa había sido negada por una entrada oficial en la embajada británica en El Cairo informando que la entrada de Omar podría causar "considerable preocupación pública". El funcionario fue citado diciendo: "Noté que las declaraciones formuladas durante los últimos días a los medios de comunicación indican pruebas de continuar con la lealtad a su padre, y su presencia en el Reino Unido podría, por tanto, causar considerable preocupación pública." Al preguntar Associated Press sobre la firma legal de la pareja, Gran Bretaña mostró una declaración escrita y se negó a comentar a la prensa sobre un caso individual. Omar y su esposa apelaron la sentencia, calificándola de "injusta y arbitraria", afirmando que Zaina requería atención médica en Gran Bretaña y que su llamamiento a vivir con él en Arabia Saudita podría tardar años en procesarse. La pareja tenía una casa en El Cairo y, en abril de 2008, Omar obtuvo un Acuerdo de Schengen que le permite viajar libremente por la mayor parte de Europa, pero la pareja declaró que "realmente no hay lugar al cual llamar hogar". Cuando se hizo evidente a mediados de abril que la solicitud de visado iba a ser negada, la Sra. Felix-Browne se comprometió a llevar el caso hasta el Tribunal Europeo de Derechos Humanos, diciendo que ya había un eurodiputado y un abogado de inmigración trabajando con ellos.

## Vida pública

### Carrera de caballos en el norte de África

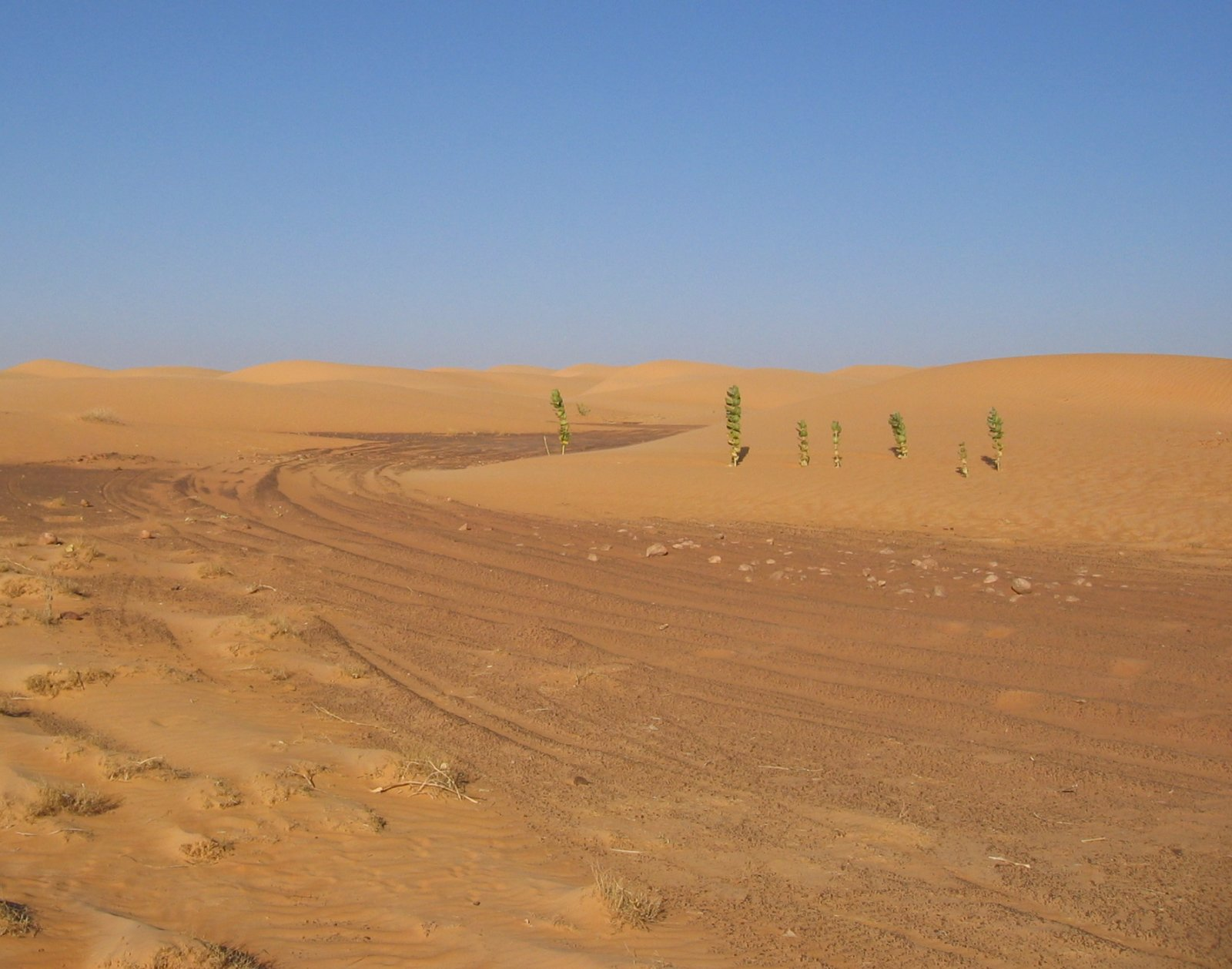
Rally Dakar a través de una pista en Mauritania, Sahara, 2005.

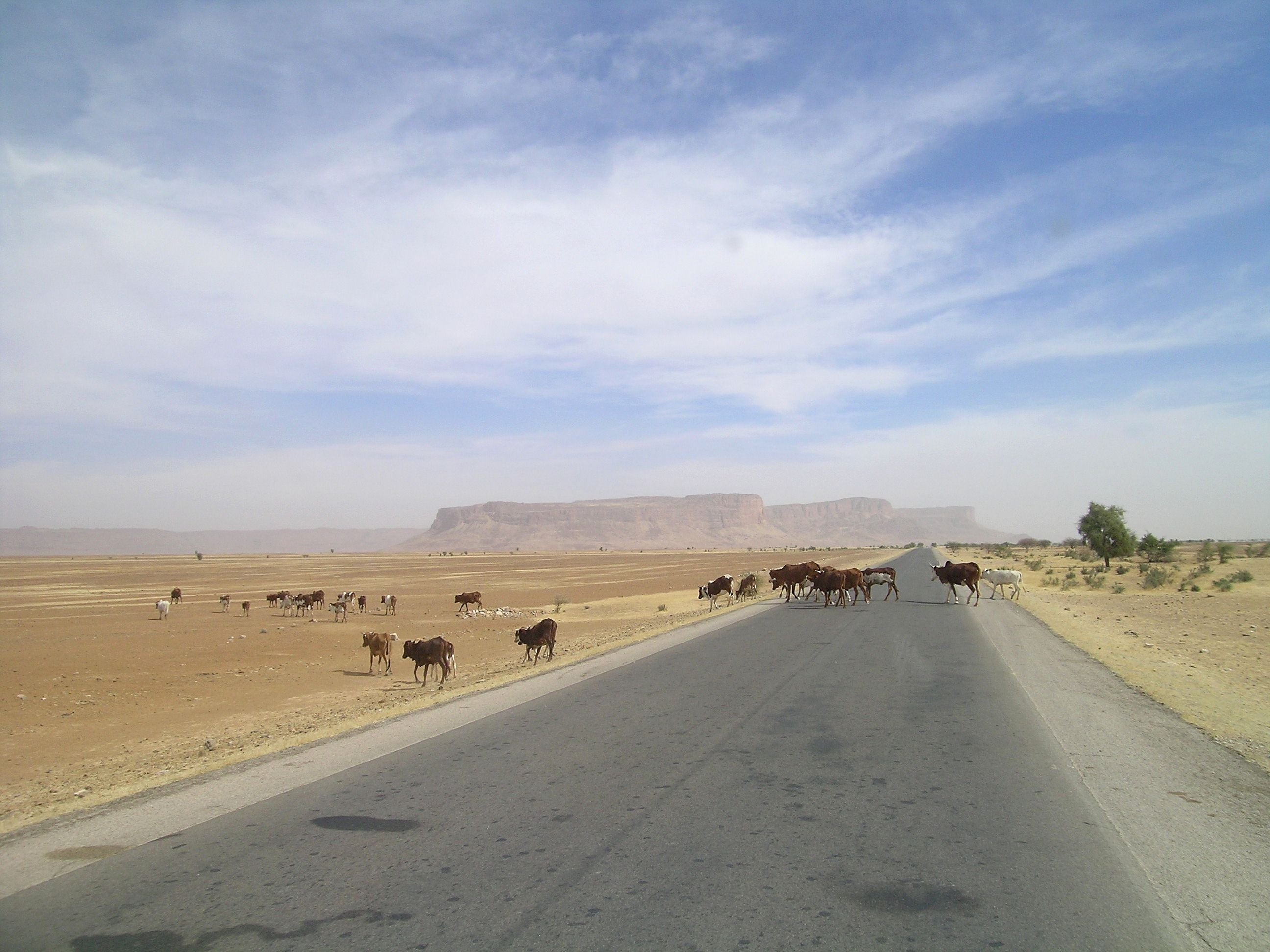
Aleg en Mauritania se encuentra en el km-1102 de la Carretera de la Esperanza.

Durante la cobertura de noticias de Associated Press en el El Cairo, Egipto el 11 de enero de 2008 Omar fue visto con rastas y una cazadora de motociclista de cuero negro promoviendo una carrera equina de 3000 milla (4828,0 km) por la paz en el norte de África. La carrera estaba en etapa de planificación, a la espera de la aprobación de los gobiernos a lo largo de la ruta y los patrocinadores para proporcionar dinero para beneficiar a los niños víctimas de la guerra. El plan era que la carrera avanzara 30 millas (48,28 kilómetros) cada día, con una semana de descanso en cada país. Se preveía que comenzará en marzo. La presidenta de PETA, Ingrid Newkirk, pidió la cancelación de la carrera en una "carta urgente" de la organización, argumentando que la agotadora carrera conduciría a los caballos a la muerte. Peta informó que los Bin Laden respondieron por correo electrónico indicando que la carrera de caballos no se llevaría a cabo en verano o al mediodía y sobre los cuidados veterinarios que se prestarían a los animales.
Omar describió la carrera equina como una contrapartida a la cancelación del Rally Paris-Dakar de 2008, diciendo "He oído que el rally se detuvo a causa de Al Qaeda. No creo que vayan a detenerme." La carrera fue cancelada después de los asesinatos de cuatro turistas franceses cerca de Aleg, Mauritania en la Nochebuena de 2007. Después de los asesinatos los organizadores de la carrera recibieron amenazas directamente de los grupos organizados vinculados a Al Qaeda, lo que les llevó a cancelar la carrera el 4 de enero de 2008 y poco después a planearla para el 2009 en América del Sur. La policía en Guinea-Bissau dice que dos de los cinco hombres detenidos por el crimen del 11 de enero de 2008 admitieron la involucración de Al Qaeda.

### Relación con su padre y con Al Qaeda
Antes de la muerte de su progenitor, Omar dijo que no criticaba a su padre, argumentando que él estaba tratando de defender el mundo islámico, y que no es un terrorista porque "la historia dirá que no lo es". En una entrevista con ABC News Omar dijo: "Mi padre es un hombre muy amable. Y siento mucho cuando algo como lo del 11 de septiembre sucede". Osama ordenó los ataques "porque él creía que si tiraba los dos edificios del WTC, tal vez alguna gente, muy poca moriría, pero millones serían salvados. ¡Él creía eso! (...) Yo creo que él hizo mal". El 21 de enero de 2008 en una entrevista con CNN, dijo "Yo lo intenté y le dije a mi padre: 'Intenta encontrar otra manera de ayudar o encontrar tu objetivo. Esta bomba, estas armas, no es bueno utilizarla con nadie".
Omar dijo que no había estado en contacto con su padre tras abandonar Afganistán en el año 2000. Omar también ha dicho "la última vez que vi a mi padre fue en 2000, 2001. Yo estaba en Arabia Saudita y sentí un terrible dolor por todas las víctimas", "mi padre tiene un noble corazón" y "no creo que mi padre esté muerto, de lo contrario lo sabría, el mundo lo sabría". Cuando se le preguntó si diría a los americanos donde vivía su padre, si es que lo llegase a saber alguna vez, dijo con una sonrisa "en realidad, lo ocultaría. Porque él es mi padre".
Según el sitio web de la revista Time Magazine, Omar manifestó su deseo de llegar a ser un "embajador de la paz" entre los musulmanes y occidente. Omar ha dicho que Osama bin Laden ofreció una tregua a Europa en el 2004 en una cinta de vídeo y una tregua condicional con los Estados Unidos en un video el 19 de enero y cree que una tregua era posible. "Mi padre está pidiendo una tregua pero no creo que ningún gobierno le respete. Al mismo tiempo que no le respetan, ¿Por qué en todas partes del mundo, quieren luchar contra él? Hay una contradicción". Las treguas ofrecidas en estos videos fueron rápidamente rechazadas en su momento.
Después de su llegada a Roma desde Suiza el 2 de febrero, en medio de grandes medidas de seguridad, Omar dijo en una entrevista televisiva esa noche: "Me gustaría mucho conocer al Papa en la Basílica de San Pedro, pero me han dicho que no es tan fácil".

### Peticiones de asilo
El 3 de noviembre de 2008, el Ministerio del Interior de España, por recomendación del Alto Comisionado de Naciones Unidas para los Refugiados, negó por "insuficiencia de pruebas de peligro o amenaza para su vida", la petición de asilo político de Omar, después de que le fue rechazada la visa para el Reino Unido. Omar dispuso de 24 horas para su apelación, después de que hizo su demanda en el Aeropuerto de Barajas en Madrid en una escala en un vuelo desde el El Cairo, Egipto a Casablanca, Marruecos.
Omar y su esposa llegaron a Doha, Catar (donde tendría derecho de entrada como ciudadano saudita), el 9 de noviembre, después de su deportación de Egipto por la denegación de su entrada. Omar presentó otra petición de visado británico, que sólo sería considerada en febrero de 2009.
Su esposa, Zaina Alsabah Bin Laden, dijo que quería ir a Nueva Zelanda. Pero el departamento de inmigración del país no se pronunció sobre si la pareja solicitó visado, mientras el consultor de inmigración Aussie Malcolm dijo: "no creo que el señor bin Laden se permitiría venir aquí, ya que está claro, que aunque no quiere permanecer en su país, no busca asilo con nosotros".

### Libro
Omar bin Laden y su madre, Najwa bin Laden publicaron un libro escrito en conjunto con Jean Sasson a finales de octubre de 2009, titulado «Growing Up Bin Laden» (Creciendo como un Bin Laden). Según los medios de comunicación, el libro detalla que "los niños, criados en Arabia Saudita, Sudán y Afganistán estuvieron sin «risas o juguetes», fueron golpeados, y sufrieron la pérdida de sus mascotas mediante muertes dolorosas debido a los experimentos con gas venenoso por parte de combatientes de su padre". Afirma que Osama bin Laden trató de convencer a Omar de formar parte de los voluntarios para misiones suicidas y que expuso a su hijo a condiciones peligrosas al visitar los campamentos de entrenamiento en Afganistán y enviarlo a las líneas del frente de la Guerra Civil Afgana. El libro describe a la familia viviendo en Jiddah, sin aire acondicionado o refrigeración, que el tratamiento del asma era realizado mediante un emplasto de miel y cebolla, y, finalmente, trasladarse a los refugios de piedra en Tora Bora, sin electricidad ni agua corriente en 1996. La correspondencia posterior con la Associated Press indicó que 25 miembros de la familia Bin Laden se había trasladado a Irán tras la participación de EE. UU. en Afganistán.